# 토마스 에스트라다 팔마
토마스 에스트라다 팔마(Tomás Estrada Palma, c. 1835년 7월 9일 – 1908년 11월 4일)는 쿠바의 정치인으로, 10년 전쟁 동안 무장 쿠바 공화국의 대통령을 지냈으며, 1902년 5월 20일부터 1906년 9월 28일까지 초대 쿠바의 국가원수였다.
뉴욕시 지역의 교육자이자 작가로서의 부수적인 경력 덕분에 에스트라다 팔마는 동정, 지원 및 홍보를 얻기 위한 친쿠바 문헌을 만들 수 있었다. 그는 결국 영향력 있는 미국인들의 관심을 끄는 데 성공했다. 그는 인도주의적 근거로 미국이 쿠바에 개입할 것을 촉구한 초기이자 끈질긴 목소리였다.
그의 대통령 재임 기간 동안 주요 업적은 쿠바의 인프라, 통신, 공중 보건 개선을 포함한다.

## 개인 및 초기 생활
그는 1835년 7월 9일 스페인령 쿠바의 바야모에서 안드레스 마리아 에스트라다 이 오두아르도 박사와 마리아 칸델라리아 팔마 타마요에게서 태어났다. 그의 정확한 생년월일은 1869년 1월 19일 바야모 시청 화재로 출생 기록이 파괴되었기 때문에 알려져 있지 않다. 1944년 10월 4일 발행된 보헤미아 잡지의 기사는 그의 아바나 대학교 파일에 포함된 그의 세례 증명서가 1832년 7월 6일의 출생일을 보여준다고 명시하고 있다. 그의 친할아버지는 쿠바 카우토 지역(현재 바야모)의 유명한 전문의인 마누엘 호세 데 에스트라다 박사였다. 그는 외할아버지인 부유한 지주 돈 토마스 데 팔마를 기리기 위해 "토마스"라는 이름을 받았다. 그의 초기 삶에 대해 알려진 것은 아바나의 토리비오 에르난데스 사립학교에서 교육을 받았고, 1854년 7월 19일 아바나 대학교에서 철학 학위를 받았다는 것이다. 그는 1857년 1월 29일 과도한 결석으로 세비야 대학교 명단에서 제명되었다. 그는 개인적인 이유로 같은 해 1857년 6월 29일 자퇴했다. 1881년 5월 15일, 그는 온두라스의 호세 산토스 과르디올라 장군의 딸인 헤노베바 과르디올라 아르비수 (1854–1926)와 결혼했으며, 에스트라다 팔마와 그의 아내는 여섯 자녀를 두었다. 그는 말이 적고 예의 바른 사람으로 여겨졌다. 에스트라다 팔마는 또한 위대한 끈기를 가졌다고도 한다.

## 초기 경력
1857년부터 1868년까지 그는 바야모로 돌아와 관리이자 지역 교사가 되었다. 그는 온두라스와 오렌지군 (뉴욕주)에서 계속 가르쳤다.

## 독립 전쟁
에스트라다 팔마는 10년 전쟁 동안 쿠바 무장 공화국의 대통령이 되었다.
에스트라다 팔마는 스페인 군대에 체포되어 망명되었다. 망명 생활 동안 그는 뉴욕으로 가서 호세 마르티와 함께 쿠바의 정치 혁명에 대한 정치적 지지를 모으는 데 협력했다.
마르티 사망 후, 에스트라다 팔마는 쿠바 후원회의 새로운 지도자가 되었다. 당에서의 그의 역할은 수석 대표가 되는 것이었다. 이 권한으로 그는 미국을 포함한 다른 나라들과 외교 관계를 맺을 수 있었다.
무장 정부가 수립된 후, 에스트라다 팔마는 워싱턴 D.C.로 외교관으로 파견되었다. 그는 대체로 성공적이었다. 에스트라다 팔마는 한 미국 은행가를 포함한 여러 개인으로부터 도움을 받았는데, 이 은행가는 스페인에게 1억 5천만 달러를 제안하여 섬을 포기하도록 시도했다.
에스트라다 팔마는 또한 윌리엄 랜돌프 허스트의 신문들의 도움을 받아 쿠바 혁명가들에게 동정적인 기사를 실어 쿠바 혁명당의 대의를 전파했다. 이 신문들은 혁명가들이 운동을 위한 물자, 지지, 인기를 얻는 데 도움을 주었다.
진정한 국정 운영 능력과 언론 활용 능력을 보여주는 움직임으로, 에스트라다 팔마는 1898년 4월 19일 미국 의회가 공동 결의안을 통과시키도록 했다. 이 결의안은 스페인의 쿠바 식민지화를 부인하고 쿠바 공화국의 독립을 지지했다. 또한 미국이 섬을 점령하거나 합병할 의사가 없음을 강조했다. (미국-스페인 전쟁 참조).
미국-스페인 전쟁 후, 에스트라다 팔마는 쿠바 혁명군의 주요 세력 중 하나인 해방군(대부분 흑인 및 농촌 출신)을 해체했다. 그는 대표자 의회에 더 많은 정치적 권력을 부여했는데, 이는 주로 더 실용적인 백인 도시 거주자, 신합병주의자, 엘리트주의자들로 구성되어 있었다.
그는 이전 혁명가들 중 소수에게 쿠바 정치 내에서 정치적 지배력을 달성할 수 있는 효과적인 권력을 주었다. 동시에 그는 국가 재건을 위해 쿠바에 미국의 지원을 유도할 것이었다.

## 초기 임기
레너드 우드 장군의 쿠바 통치 몇 년 후, 1901년 12월 31일 선거가 치러질 예정이었다. 두 개의 정당이 있었는데, 보수적이며 국가 자치권을 원했던 호세 미겔 고메스가 이끄는 공화당과 쿠바가 지방 자치권을 향하기를 원했던 대중 정당인 알프레도 자야스가 이끄는 국민 자유당이었다. 둘 다 에스트라다 팔마를 지지했다. 그러나 그는 캠페인을 벌이지 않고 미국에 머물렀는데, 그는 미국 시민이었다.
에스트라다 팔마의 상대인 바르톨로메 마소 장군은 점령 정부의 편파성과 에스트라다 팔마 추종자들의 정치 기계 조작에 항의하여 후보를 철회했다. 따라서 에스트라다 팔마는 유일한 후보로 남았다.
1901년 12월 31일, 에스트라다 팔마가 대통령으로 당선되었다.
그에게는 인종 장벽에 기반한 대통령직을 원하지 않았다는 공로가 있다. 다른 많은 쿠바 혁명가들처럼, 그는 아프리카계 쿠바인들이 사회에서 백인과 동등할 비인종적 공화국으로서의 새로운 국가를 보았다. 대통령이 되기 전에 에스트라다 팔마는 아프리카계 쿠바인들에게 100개의 공공 서비스 일자리를 제공하고 쿠바에서 인종 분리를 지지하는 미국 규정을 폐지할 것이라고 확언했다.
플랫 수정안은 1901년 3월 2일에 서명되었다. 이 수정안은 미국이 쿠바의 국내 정책에 간섭하고 해군 기지나 석탄 보급을 위해 토지를 임대할 수 있도록 허용했다.
쿠바 정부가 미국 제품에 대한 관세를 낮추는 법안에 서명하고 플랫 수정안을 헌법에 통합한 후 미군은 철수했다. 많은 미국 기업들이 쿠바에서 사업을 시작하기 위해 왔다.
1903년 2월 16일, 에스트라다 팔마는 쿠바-미국 관계 조약에 서명하여 과나타나모만 지역을 미국에 해군 기지 및 석탄 보급소로 영구적으로 임대하는 데 동의했다. 이것은 에스트라다 팔마 행정부의 작은 승리였는데, 워싱턴은 섬에 5개의 해군 기지를 원했기 때문이다. 미군이 섬에 주둔해 있음에도 불구하고 에스트라다 팔마가 감소를 얻어낼 수 있었다는 것은 그의 외교 기술에 대한 증거이다. 그의 정책은 또한 전쟁으로 인한 황폐화로 인해 피해를 입었던 교육, 통신, 공중 보건의 개선에도 기여했다. 예를 들어, 1902년에서 1905년 사이에 지가가 상승했으며, 그는 쿠바에 328km 이상의 도로를 건설했다.
1905년 팔마는 "가비네테 데 콤바테" 또는 "전투 내각"을 구성했는데, 이는 내각 장관들이 쿠바 독립 전쟁에 참전했던 모든 참전용사들로 구성되었기 때문이다. 새 내각의 주요 인물은 정부 비서인 페르난도 프레이데 데 안드라데 장군이었다.
에스트라다 팔마는 특히 국가의 위생 상태 개선 및 섬 전역의 통신 수단 확장에 관련된 공공사업에 많은 관심을 기울였다. 교육 건물을 위해 원래 할당된 기금은 처음에는 줄어들었고 나중에는 중단되었다. 그의 행정부 아래에서 이민자 수는 1902년 1만 명에서 1905년 4만 명으로 증가했다. 에스트라다 팔마는 재정 보수주의자로 여겨졌으며, 가능한 한 예산 적자를 최소한으로 유지하는 것을 선호했다. 그는 또한 공공 자금을 크게 오용하지 않은 몇 안 되는 쿠바 대통령 중 한 명으로 인정받고 있다. 에스트라다 팔마가 퇴임할 당시 쿠바 재무부는 수백만 달러를 자유롭게 쓸 수 있었다고 한다.
에스트라다 팔마는 그의 예산 계획을 그의 발언 중 하나로 요약했다: "국가가 신중한 경제 정책의 틀 내에서 여러 공공 행정 부서의 불가피한 지출을 충당하기 위해 안전하고 충분한 수입원을 확보하는 것이 가장 시급하다."

## 두 번째 임기
에스트라다 팔마는 1905년 쿠바 총선에서 무투표로 재선되었고, 그의 두 번째 임기는 1906년 5월 20일에 공식적으로 시작되었다. 이번에는 자유주의자들의 격렬한 반대가 있었다. 양측은 부정 선거가 결과에 영향을 미쳤다고 주장했다. 한 이야기는 국민노동당이 첫 선거에서 소수파의 승리를 막기 위해 엘 코포, 즉 사기를 사용했다는 것이다.
두 번째 선거의 주요 쟁점은 쿠바 지방의 균등한 대표성이었다. 에스트라다 팔마의 비판자들, 예를 들어 파우스티노 게라 푸엔테 장군은 그가 헌법을 무시했다고 비난했다. 그러나 다른 정치인들과 장군들, 심지어 게라 푸엔테 자신도 에스트라다 팔마가 쿠바를 이끌 유일한 인물이라고 인정했다.
알프레도 자야스라는 반대자들에 대한 대응은 에스트라다 팔마가 승리를 주장할 수 있도록 경찰과 농촌 경비대의 힘을 이용하는 것이었다. 에스트라다 팔마와 온건파는 미국의 개입을 요청했고, 1906년 미국은 두 번째 쿠바 점령을 시작하여 임시 점령 정부를 수립했는데, 이는 1906년부터 1909년까지 지속되었다. 찰스 매군의 지휘 아래 또 다른 친미 정부가 쿠바에 수립되었다. 마침내 1906년 9월 28일, 당시 71세였던 에스트라다 팔마는 나머지 행정부와 함께 사임하면서 쿠바는 후임 대통령 없이 남게 되었다. 이러한 행동 선택은 미국이 플랫 수정안에 따라 통제권을 행사할 수 있도록 허용했다.
팔마 대통령의 사임서는 다음과 같다.
쿠바 의회에

[1] 피날델리오 주에서 발생한 무장 반란으로 인한 공공 무질서의 결과로 사태가 심화되었습니다. [2] 워싱턴을 대표하는 미국 평화 위원회가 현재 쿠바 수도에 상주하고 있으며, 이는 행정부(쿠바 대통령)의 권위 상실을 초래했고, 반군들은 여전히 무장한 채 위협적인 태도로 자유롭게 돌아다니고 있습니다. [3] 반면에 국가가 정상적인 질서와 일반적인 평온 상태로 돌아가기를 진심으로 원하고 [4] 앞서 언급된 위원회가 제안한 조건을 받아들일 수 없으므로, 저는 애국적인 행위로서 공화국 대통령직 사임을 철회할 수 없는 성격으로 쿠바 의회에 제출하기로 결의했습니다. 이를 수락해 주실 것을 확신하며, 양원 의원님들께 감사드리며 저의 최고의 경의를 표합니다. 1906년 9월 28일, 대통령궁에서 서명함.

## 사망
에스트라다 팔마는 1908년 11월 4일 오후 11시 45분 산티아고데쿠바에서 폐렴으로 사망했다. 그는 임시로 Sagarra No. 17 거리에 거주하고 있었다.

### 자손
- 토마스 안드레스 에스트라다-팔마 과르디올라와 헬렌 더글러스 브라운이 그 이름을 이어갔다.
- 토마스 에스트라다 팔마는 첫째 아이인 토마스 더글러스 에스트라다-팔마 3세와 함께 1911년 5월 12일 뉴욕에서 태어났다.
- 토마스 더글러스 에스트라다-팔마 3세와 앨리스 메이 캐럴은 결혼하여 첫째 아이인 토마스 라몬 에스트라다-팔마 4세와 함께 그 이름을 이어갔는데, 그는 마이애미에서 태어났다.
- 토마스 더글러스 에스트라다-팔마 3세는 패트릭 캐럴 에스트라다-팔마, 칸디타 마가렛 에스트라다-팔마, 캐슬린 리오단 에스트라다-팔마 세 명의 자녀를 더 두었다.
- 에스트라다 팔마의 이름은 토마스 라몬 에스트라다-팔마 4세에서 끝이 나는데, 그가 자녀들과 함께 이름을 이어가지 않기로 결정했기 때문이다.

## 유산
에스트라다 팔마는 교육, 혁명, 인프라 분야의 업적보다는 미국의 합병 정책과 그에 대한 굴종의 일부로 더 알려져 있다.

## 영예
1903년, 아바나의 아베니다 데 로스 프레시덴테스에 에스트라다 팔마의 동상이 세워졌다. 그의 동상은 피델 카스트로의 혁명가들에 의해 철거되었는데, 이는 그들이 에스트라다 팔마를 쿠바에 대한 미국의 개입 추세를 시작한 장본인으로 비난했기 때문이라고 한다. 받침대와 한 켤레의 신발은 남아있다.
에스트라다 팔마는 오렌지군 (뉴욕주)의 우드버리 마을에서 미국 망명 생활의 많은 시간을 보냈다. 현재 그의 이름(에스트라다 로드, 센트럴 밸리 마을)을 딴 길을 따라 그는 여름 캠프를 운영했는데, 이 캠프는 현재 버려졌다. 그의 대통령 재임 기간 동안 에스트라다 팔마는 오렌지군에서 학문적 성과에 대한 상을 구매하기 위한 "T. 에스트라다 팔마 기금"을 유지했다.